# William Lundbeck
William Lundbeck (* 16. Oktober 1863 in Aalborg; † 16. Mai 1941 in Kongens Lyngby) war ein auf Zweiflügler (Dipteren) spezialisierter dänischer Entomologe. Er war 1910 bis 1933 Leiter der Arthropoden-Abteilung am Zoologischen Museum der Universität Kopenhagen.
1889/90 nahm er als Zoologe an einer Grönlandexpedition teil, bei der Nikolaj Hartz Botaniker war. 1895 veröffentlichte er die Faunenliste aus dieser Expedition und der Ostgrönlandexpedition auf der Hekla (1891/92), bei der der Expeditionsarzt Henrik Deichmann Insekten sammelte. Ergebnisse weiterer Expeditionen mündeten in die Insekten- und Spinnenliste von Lundbeck und Kai Ludvig Henriksen (1888–1940), die sie 1917 in Conspectus Faunae Groenlandicae veröffentlichten (437 Insektenarten, 124 Spinnenarten). Das wurde von Henriksen 1939 überarbeitet (mit 592 Insektenarten).
Er war auch Meeresbiologe und schrieb eine Abhandlung über Kieselschwämme im Nordatlantik. Sein Hauptwerk ist eine Monographie über die Dipteren Dänemarks.
Seine Sammlung von Dipteren befindet sich im Zoologischen Museum in Kopenhagen.

## Schriften
- Diptera Danica, genera and species of flies hitherto found in Denmark, Kopenhagen, 7 Bände,  1907 bis 1927, Biodiversity Heritage Library (in englischer Sprache)